# 최항 (972년)
최항(崔沆, 972년~1024년 7월 13일(음력 6월 5일))은 고려의 문신이다. 자(字)는 내융(來融)이며, 본관은 경주(慶州)이다. 최언위의 손자이자 최유부(崔有孚)의 아버지이고, 더불어 이작충(李作忠)의 장인이다.

## 생애
신라 말 시대 '삼최(三崔)' 중에 하나였던 최언위의 손자로, 991년 성종 때 문과에 장원 급제하여 내사 사인이 되었다. 목종 때 지공지로 지명인사를 관료로써 많이 뽑았으며, 1009년 왕이 병석에 누워 있을 때 중추원사로서 김치양의 음모를 알아채고 채충순과 함께 현종을 즉위시켜 변을 막았다. 그 후 한림 학사·정당 문학 등을 지내고 추충진절위사 공신의 호를 받았다. 정당문학으로 있을 때 30년간 폐지되었던 '팔관회'를 부활시켰다.
현종의 명으로 유신(儒臣) 최항은 고려 태조 이하 7대조의 실록을 편찬하였다.
성품이 성실하고 청렴하고 불심이 깊었으며, 황룡사의 탑을 감독·수리하였다.
거란의 침략 때 원본이 불타버렸다던 〈훈요 10조〉는 우연히 경주 출신 최항의 집에서 발견되어 현종에게 바쳐졌다. 현종은 신라계를 외가로 하고, 지지기반 역시 신라계열의 신하들이었던 왕이다.
죽은 후 덕종 때 정광에 추증되었다.

## 최항이 등장한 작품
- 《고려 거란 전쟁》 (KBS, 2023년~2024년, 배우: 김정학)
- 《천추태후》 (KBS, 2009년, 배우: 김하균)

## 같이 보기
- 한국의 불교
- 현종 (고려)